# Paard en tafel
Paard en tafel is een tweedelig artistiek kunstwerk in de Waterwijk in Amsterdam-West.
De kunstenaar Mathieu Nab maakte rond 1996 bij de inrichting van die wijk een drietal werken. Een paard, een veulen en een tafel  werden daar in een plantsoen geplaatst langs de Waterrijkweg en Waterloop, voet- annex fietspaden die de buurt doorsnijden. De drie beelden nodigden uit om erop te klimmen, vandaar dat het paard werd voorzien van een handgreep, dat opklimmen en vasthouden eenvoudiger maakt. Paard en veulen waren van hout; de tafel dat er als een soort aambeeld bij staat is van steen.
In 2017 werd een poging gedaan de beeldengroep te restaureren. Paard en tafel overleefden die restauratie; het veulen was dermate verrot dat herplaatsing niet meer mogelijk was. Plaatsing had letterlijk wat voeten in aarde. Een dieplader met kraan moest eraan te pas komen om ze op de juiste plaats en vloerhoogte te krijgen. Om te voorkomen dat de dieplader weg zou zakken in de zachte bodem onder de straatklinkers moesten rijplaten gelegd worden.

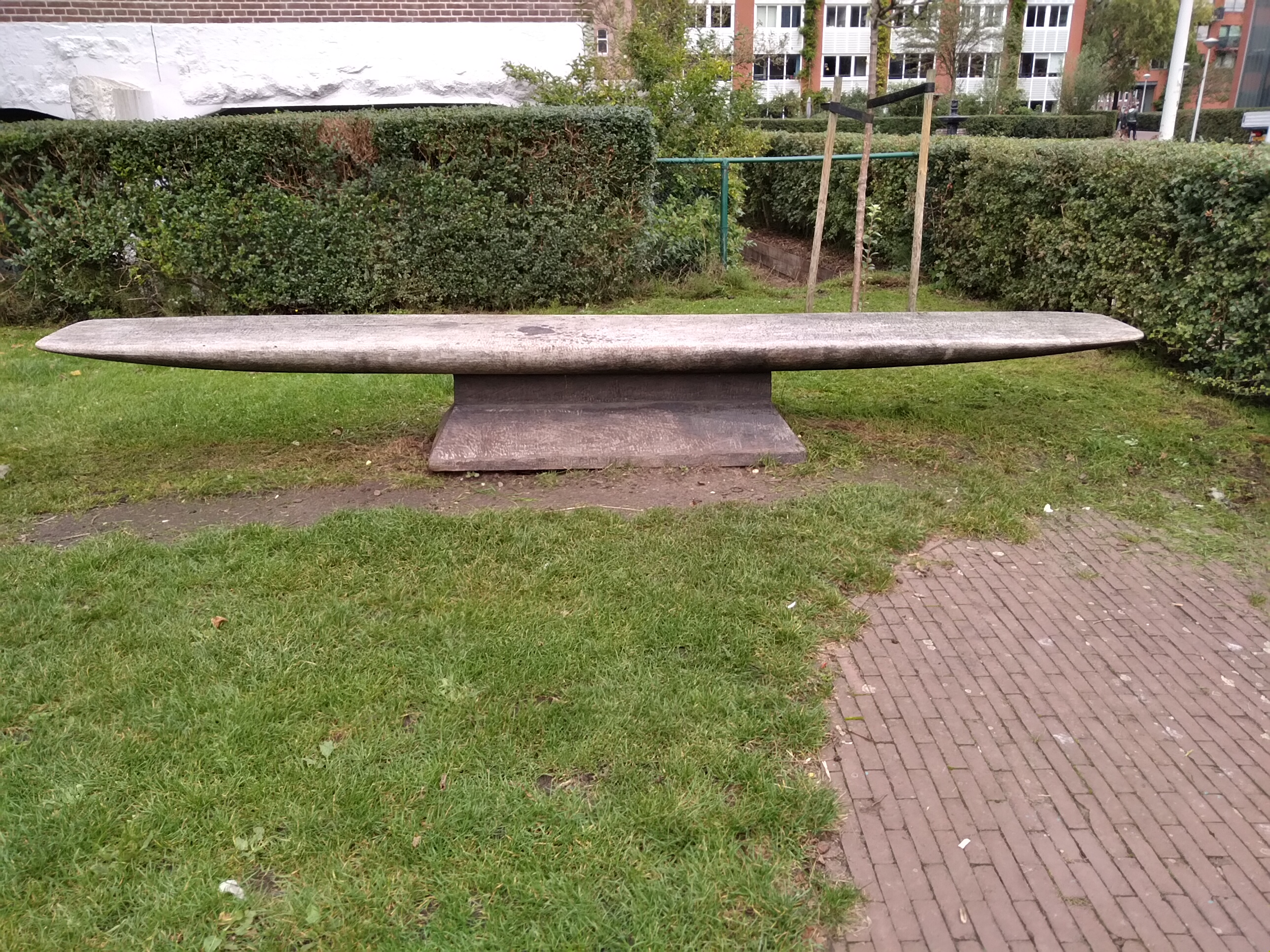
Tafel (oktober 2020)